# Літвін Андрій Геннадійович
Андрі́й Генна́дійович Літві́н (позивний «Літо»; 19 жовтня 2000, Луків — 30 вересня 2023, Донецька область) — український військовослужбовець, доброволець, учасник російсько-української війни, головний сержант взводу в складі Роти вогневої підтримки Розвідувального батальйону 5-ї ОШБр. Нагороджений медаллю «Хрест Доблесті».

## Життєпис
Народився 19 жовтня 2000 року в селищі Луків, Ковельського району, Волинської області. Ще зі шкільного віку Андрій тримав себе в формі, займався фізичними вправами та спортом. Після школи навчався у Львівській філії Київського національного університету культури і мистецтв на факультеті Режисер телебачення, закінчивши заклад і здобувши освіту.
Андрій ще в юному віці цікавився тематикою новітньої російсько-української війни. Навчався тактики на тренуваннях разом із ВГО Сокіл. Після початку повномасштабної збройної агресії Росії проти України Андрій серед перших пішов захищати батьківщину. Став гранатометником у складі роти вогневої підтримки розвідувального батальйону.
30 вересня 2023 року, діставши наказ про евакуацію поранених побратимів, Андрій зі своєю групою, під час виконання завдання, загинули на бахмутському напрямку.
30 вересня 2024 року, на честь позивного Андрія «Літо» назвали Луківський дитячий садочок № 49642. 

## Галерея

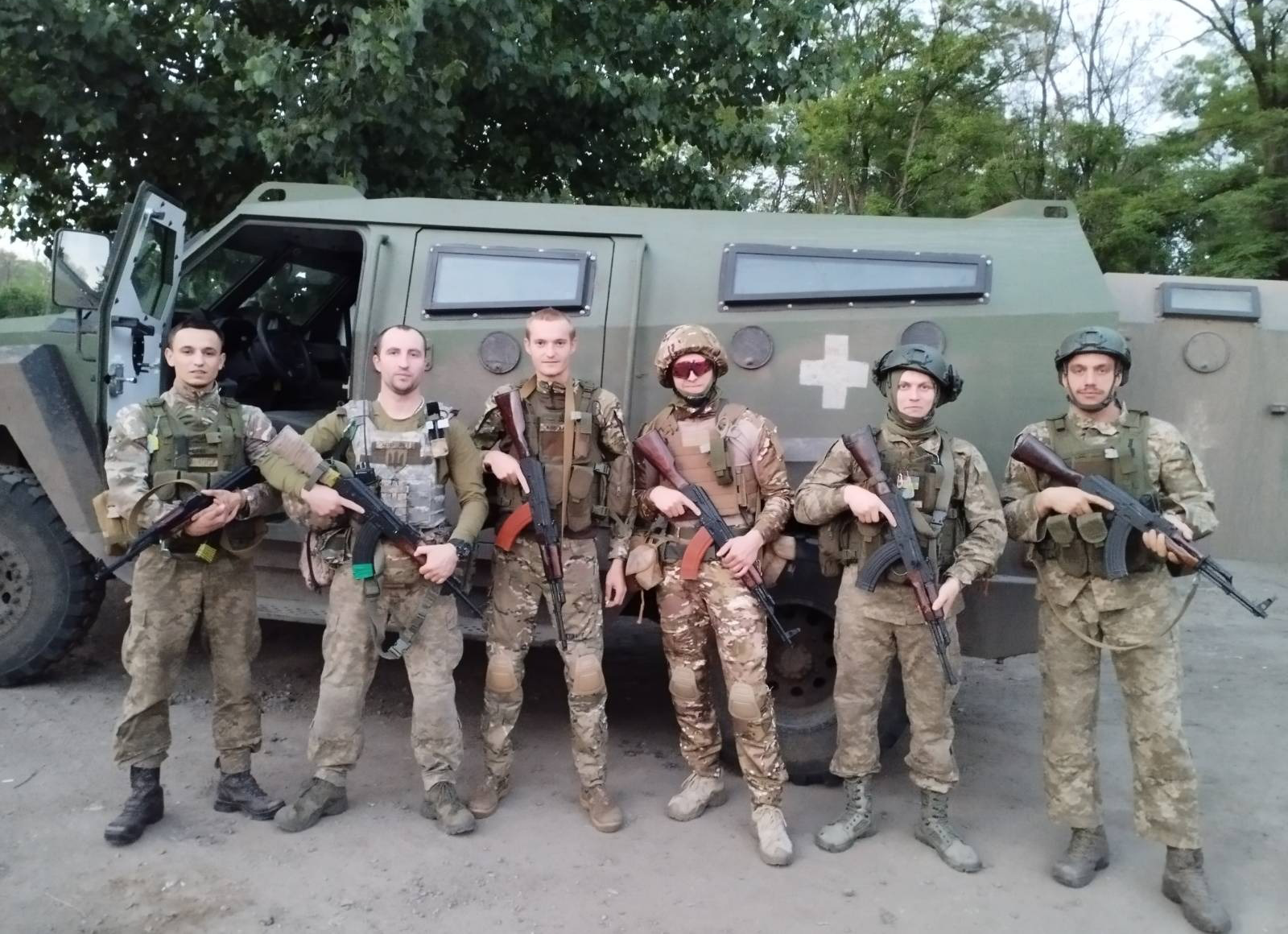
«Літо» (у окулярах) із побратимами поряд із броньованою машиною Roshel Senator підрозділу